# Marcilei da Silva Elias
Marcilei da Silva Elias, mais conhecido como Max (São Paulo, 28 de Abril de 1990), é um ex-futebolista brasileiro que atuava como lateral-direito.

## Carreira
Max foi promovido em 2010 pelo técnico PC Gusmão. Marcou seu primeiro gol pelos profissionais, em 1 de outubro, contra o Goiás no qual a sua equipe venceu por 3–2, e Max entra na história após ajudar o Vasco a atingir a marca 1500 gols em competições nacionais.

### Mogi Mirim
Em janeiro de 2013, sem espaço no cruzmaltino, Max é emprestado ao Mogi Mirim, para a disputa do Paulista de 2013, com contrato até abril.

### Paysandu
Sem um reserva imediato para Yago Pikachu, o Paysandu resolveu reforçar a posição de lateral-direito e anunciou nesta quinta-feira a contratação do ex-vascaíno Max, de 23 anos.

### Caxias do Sul
Em janeiro de 2014, retornou ao Vasco, mas sem muito espaço foi emprestado ao Caxias do Sul, juntamente com Dieyson.

### America-RJ
O Vasco acertou nesta sexta-feira o empréstimo do lateral-direito Max ao America-RJ. O jogador defenderá o Diabo até o final da temporada. Esta é a quarta vez consecutiva que o atleta é cedido à outra equipe e não é utilizado pelo clube de São Januário. Mogi Mirim, Paysandu e Caxias do Sul, foram as outras camisas defendidas pelo jovem de 24 anos. Criado nas divisões de base do Cruz-Maltino, Max tem contrato com o Vasco até junho de 2016, porém já não atua Gigante desde 2012.

### Macaé
Em 8 de janeiro de 2015, o Macaé acerta com o Max, por empréstimo até o fim da temporada, sendo o 11º reforço para esta temporada. O clube está carente na posição de lateral-direito.
Em 9 de novembro de 2015, Max marcou seus dois primeiros gols com a camisa do Macaé, em jogo válido pela Copa Rio, diante do Bonsucesso, na vitória a favor do Macaé por 3–2.

### ABC
Em 3 de janeiro de 2016, Max é anunciado como novo reforço do ABC, para o Campeonato Potiguar e a Copa do Nordeste. Por lá, se sagrou campeão potiguar. Mas disputou apenas três jogos e sofreu uma lesão que o tirou do restante do campeonato.
Com o fim do contrato com o clube cruzmaltino, em 14 de junho de 2016, Max não renovará com o Vasco e consequentemente deixará o clube onde foi criado nas divisões de base.

### Cabofriense
Em novembro de 2016, sem clube desde junho, Max foi anunciado como novo reforço da Cabofriense para o Carioca de 2017.
Em março de 2017, após a Cabofriense se salvar do rebaixamento, Max foi dispensado.

### Portuguesa da Ilha
Em 30 de outubro de 2017, Max foi anunciado como novo reforço da Portuguesa-RJ, sendo o 10ª contratação para o Carioca de 2018.

### Bangu
Em agosto de 2018, após não ter estreado pela Portuguesa da Ilha, Max assinou com o Bangu, para a disputa da Copa Rio.

## Vida pessoal
Em 9 de fevereiro de 2022, Max foi preso por extorsão e associação criminosa no Rio de Janeiro.
Mas, em 20 de junho de 2022, Max foi inocentado dos crimes.

## Títulos
Vasco da Gama
- Copa do Brasil: 2011

ABC
- Copa RN: 2016
- Campeonato Potiguar: 2016